# Ministrowie ds. dominiów
Ministerstwo ds. dominiów (ang. Secretary of State for Dominion Affairs), brytyjski urząd ministerialny zajmujący się sprawami dominiów brytyjskich – Kanady, Australii, Nowej Zelandii, Afryki Południowej, Nowej Fundlandii i Wolnego Państwa Irlandzkiego. Urząd ten powstał w 1925 r. Zlikwidowany w 1947 r., jego kompetencje przejęło Ministerstwo ds. Wspólnoty Narodów.

## Lista ministrów
| Minister                                    | Czas urzędowania                        |
| ------------------------------------------- | --------------------------------------- |
| Leo Amery                                   | 11 czerwca 1925 – 4 czerwca 1929        |
| Sidney Webb, 1. baron Passfield             | 7 czerwca 1929 – 5 czerwca 1930         |
| James Henry Thomas                          | 5 czerwca 1930 – 22 listopada 1935      |
| Malcolm MacDonald                           | 22 listopada 1935 – 16 maja 1938        |
| Edward Stanley, lord Stanley                | 16 maja 1938 – 31 października 1938     |
| Malcolm MacDonald                           | 31 października 1938 – 29 stycznia 1939 |
| Thomas Inskip                               | 29 stycznia 1939 – 3 września 1939      |
| Anthony Eden                                | 3 września 1939 – 14 maja 1940          |
| Thomas Inskip, 1. wicehrabia Caldecote      | 14 maja 1940 – 3 października 1940      |
| Robert Gascoyne-Cecil, wicehrabia Cranborne | 3 października 1940 – 19 lutego 1942    |
| Clement Richard Attlee                      | 19 lutego 1942 – 24 września 1943       |
| Robert Gascoyne-Cecil, wicehrabia Cranborne | 24 września 1943 – 26 lipca 1945        |
| Christopher Addison, 1. wicehrabia Addison  | 3 sierpnia 1945 – 7 lipca 1947          |